# Trachelipus sarmaticus
Trachelipus sarmaticus is een pissebed uit de familie Trachelipodidae. De wetenschappelijke naam van de soort is voor het eerst geldig gepubliceerd in 1976 door Borutzkii.